# ماری (فیلم ۱۹۹۴)
«ماری» (انگلیسی: Mary (1994 film)) فیلمی در ژانر مستند است که در سال ۱۹۹۴ منتشر شد.